# Miloš Klíma
Miloš Klíma (1936–?), uváděný také jako Miloslav Klíma, byl český lední hokejista (útočník). Patřil k tzv. obojživelníkům, nejvyšší soutěž hrál jako útočník rovněž ve fotbale za Spartak ZJŠ Brno (dobový název Zbrojovky).

## Hokejová kariéra
V československé hokejové lize hrál v 50. a 60. letech 20. století za Spartak ZJŠ Brno (dobový název Zbrojovky), během podzimu 1963 přestoupil do TJ Gottwaldov, kde nastupoval v ročnících 1963/64, 1964/65, 1965/66 a 1966/67.

## Fotbalová kariéra
V československé fotbalové lize hrál za Spartak ZJŠ Brno (dobový název Zbrojovky) v ročníku 1963/64. Nastoupil v jediném utkání, které se hrálo v neděli 1. září 1963 v Hradci Králové a domácí Spartak v něm brněnský Spartak ZJŠ porazil 2:1.

### Ligová bilance
| Ročník            | Zápasy | Góly | Minuty | Klub                    |
| ----------------- | ------ | ---- | ------ | ----------------------- |
| III. liga 1957/58 | –      | 2    | –      | TJ Spartak ZJŠ Brno     |
| III. liga 1958/59 | –      | 2    | –      | TJ Spartak ZJŠ Brno     |
| III. liga 1959/60 | –      | 2    | –      | TJ Spartak ZJŠ Brno     |
| II. liga 1961/62  | –      | 0    | –      | TJ Spartak ZJŠ Brno     |
| II. liga 1962/63  | –      | –    | –      | TJ Spartak ZJŠ Brno „B“ |
| II. liga 1963/64  | –      | –    | –      | TJ Spartak ZJŠ Brno „B“ |
| I. liga 1963/64   | 1      | 0    | 16     | TJ Spartak ZJŠ Brno     |
| CELKEM I. LIGA    | 1      | 0    | 16     |                         |